# Depot III von Dieskau
Das Depot III von Dieskau (auch Hortfund III von Dieskau) ist ein Depotfund der frühbronzezeitlichen Aunjetitzer Kultur aus Dieskau, einem Ortsteil der Gemeinde Kabelsketal im Saalekreis (Sachsen-Anhalt). Es datiert in die Zeit zwischen 2000 und 1700 v. Chr.

## Fundgeschichte
Das Depot wurde 1937 bei Baggerarbeiten im westlich von Dieskau gelegenen Braunkohletagebau „von der Heydt“ entdeckt. Anschließend gelangte es ins Landesmuseum für Vorgeschichte nach Halle (Saale), wo es heute Teil der Dauerausstellung ist. Am Tag nach der Auffindung wurde die Fundstelle archäologisch untersucht. Dabei wurden keinerlei Kulturschichten oder Siedlungsreste gefunden, sodass davon auszugehen ist, dass der Hort abseits der Siedlungsstellen deponiert worden war.
Die Gegend um Dieskau ist äußerst reich an Funden der Aunjetitzer Kultur. An anderen Stellen des Ortes wurden 1874 ein Goldhort (Depot I) und 1904 ein weiterer bedeutender Hortfund (Depot II) mit Gegenständen aus Bronze und Bernstein entdeckt. Weiterhin befanden sich hier mehrere (im 19. Jahrhundert weitgehend abgetragene) Grabhügel, darunter der Bornhöck bei Raßnitz, der Grabhügel von Dieskau und der Hallberg zwischen Benndorf und Osmünde.

## Zusammensetzung
Bei der Auffindung wurden mehrere Keramikscherben gefunden; wahrscheinlich war der Hort ursprünglich in einem Gefäß deponiert. Das Depot enthielt über 300 Gegenstände aus Bronze: 293 Beile, zwei vollständig erhaltene und eine halbe Doppelaxt, vier Ringe, eine Stabdolchklinge, sechs Armspiralen und weitere nicht genauer bestimmbare Fragmente. Mit einem Gesamtgewicht von 45 kg stellen die Bronzegegenstände neben dem Depot von Bennewitz und dem Depot II von Dieskau eines der umfangreichsten Fundensembles aus Metallgegenständen der mitteldeutschen Frühbronzezeit dar.

## Filme
- Krieger und Fürsten in der Aunjetitzer Kultur | Museum exklusiv. Landesmuseum für Vorgeschichte Halle. In: YouTube. 1. Februar 2024, abgerufen am 2. Februar 2024.